# Interconexión norte-sur de Caracas
La Interconexión Norte-Sur de Caracas fue un proyecto de construcción de puentes de acceso vehicular en el margen del río Guaire de la capital de la República Bolivariana de Venezuela, dentro del plan de Soluciones Viales impulsado por el Gobierno Bolivariano y ejecutado por el Ministerio del Poder Popular para el Transporte Terrestre y Obras Públicas, bajo la gestión de Haiman El Troudi, entre los años 2013, 2014 y 2015.

## Historia
El río Guaire atraviesa el valle de Caracas de oeste a este, parte la ciudad de Caracas en dos mitades, lo que constituye una barrera natural para la interconexión norte sur de la ciudad.
La autopista Francisco Fajardo va paralela al río Guaire en un recorrido de 28 km, se diseñó y construyó en los años 50 y, durante más de seis décadas, funcionó con 22 puentes que posibilitaban el desplazamiento norte sur de Caracas.
Con el auge poblacional y el incremento vertiginoso del número de vehículos, la congestión y el tráfico pesado se tornaron habituales en Caracas. Particularmente, el desplazamiento en la principal arteria vial de la ciudad, la autopista Francisco Fajardo. Pasar del norte al sur de la ciudad o viceversa era particularmente complejo dada la densidad vehicular.
En dos años Caracas incrementó en 50% su capacidad de interconexión norte sur al pasar de 22 a 32 puentes sobre el afluente que atraviesa la ciudad.
Se construyeron en total 10 puentes de acceso y salida a las autopistas que colindan con las márgenes de los ríos Guaire y El Valle, significando una mejora en la circulación en avenidas y calles adyacentes y disminuyendo la congestión vehicular que afectaban a la ciudad durante las horas pico.
Tales puentes, junto a la ampliación de la autopista Francisco Fajardo, además de un significativo número de proyectos de infraestructura vial denominadas soluciones viales, permitieron que el flujo del tránsito automotor en Caracas mejorara significativamente
Este proyecto fue complementario a la ampliación de la autopista Francisco Fajardo y autopista Valle-Coche, como parte de las obras más importantes realizadas en materia de vialidad en la capital venezolana, luego de más de 60 años

## Construcción
La construcción de estos puentes se proyectaron en el año 2013 y se construyeron entre 2014 y 2015. Puente La Sosa (Carretera vieja Caracas-Los Teques, Parroquia Macarao, municipio Libertador). Puente de la Resistencia Indígena (Autopista Francisco Fajardo, sector Los Caobos, municipio Libertador). Puente de Bello Monte (autopista Francisco Fajardo, Bello Monte, municipio Baruta). Puentes Gemelos de Las Mercedes (autopista Francisco Fajardo , Las Mercedes, municipio Baruta). Puente El Rosal (avenida Principal de las Mercedes con avenida Río de Janeiro, El Rosal, municipio Chacao). Distribuidor Baloa (avenida Principal de El Llanito, sector El Llanito, municipio Sucre). Puente Patare (autopista Francisco Fajardo, sector El Llanito, municipio Sucre). Puente el Llanito (autopista Francisco Fajardo, sector El Llanito, municipio Sucre). Puente La California Sur (avenida Río de Janeiro, La California Sur, municipio Sucre). Puente VeraCruz (distribuidor El Ciempiés, Las Mercedes, municipio Baruta – año 2016).
La mayoría de estos puentes son de estructura metálica, casi todos destinados para tránsito de vehículos livianos y transporte público. Tanto el Puente de Petare como el Distribuidor Baloa, son estructuras de concreto armado que mejoraron la conexión entre la autopista Francisco Fajardo y la recta de La Urbina, que es parte de la troncal nueve y conecta con la autopista Gran Mariscal de Ayacucho y la avenida Boyacá (Cota mil) por el este de la ciudad capital.
Los resultados de este proyecto significaron una disminución de los tramos de circulación de vehículos por la autopista, descongestionamiento de los anteriores accesos y mejora en la movilidad en la ciudad.

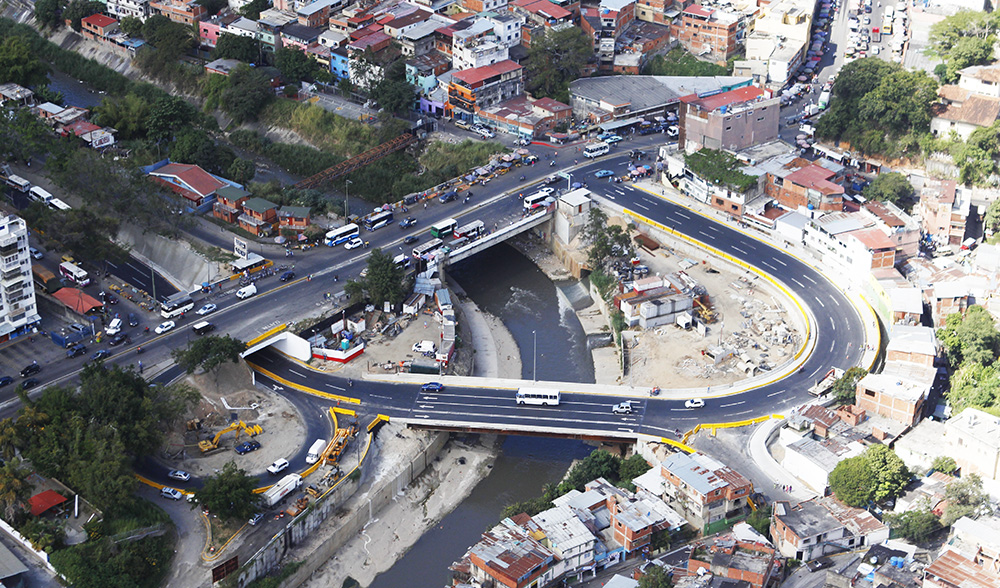
Puente Baloa
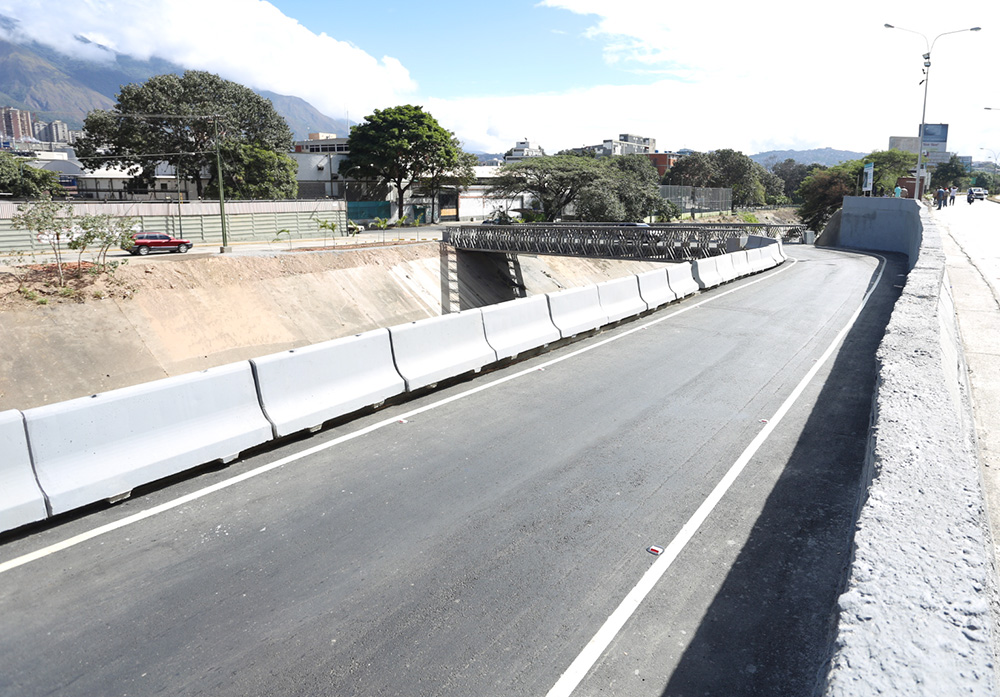
Puente la California
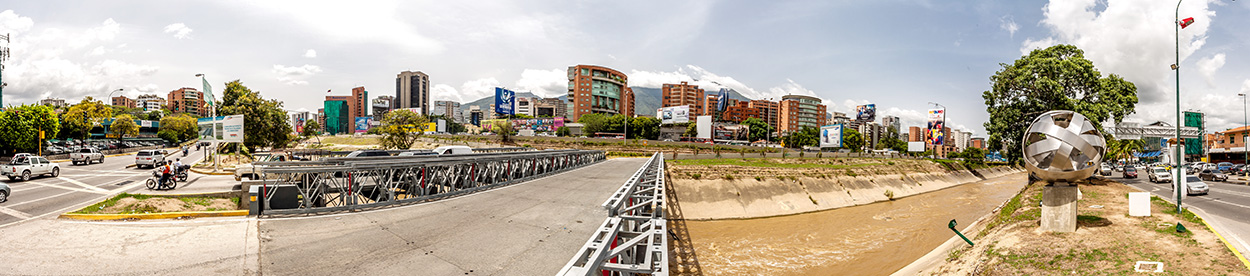
Conexión Fco Fajardo
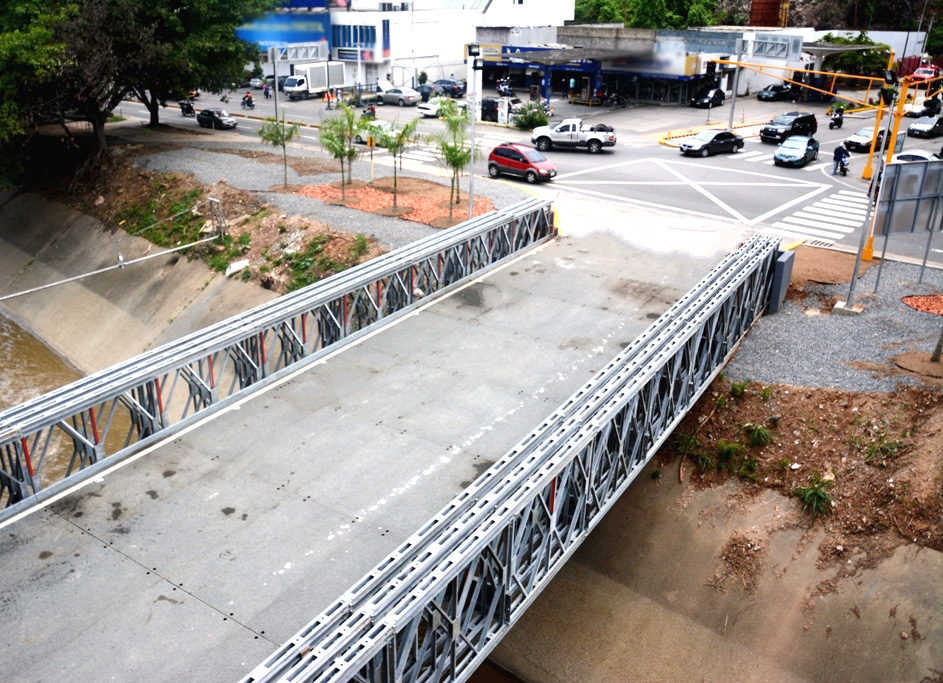
Puente Bello Monte
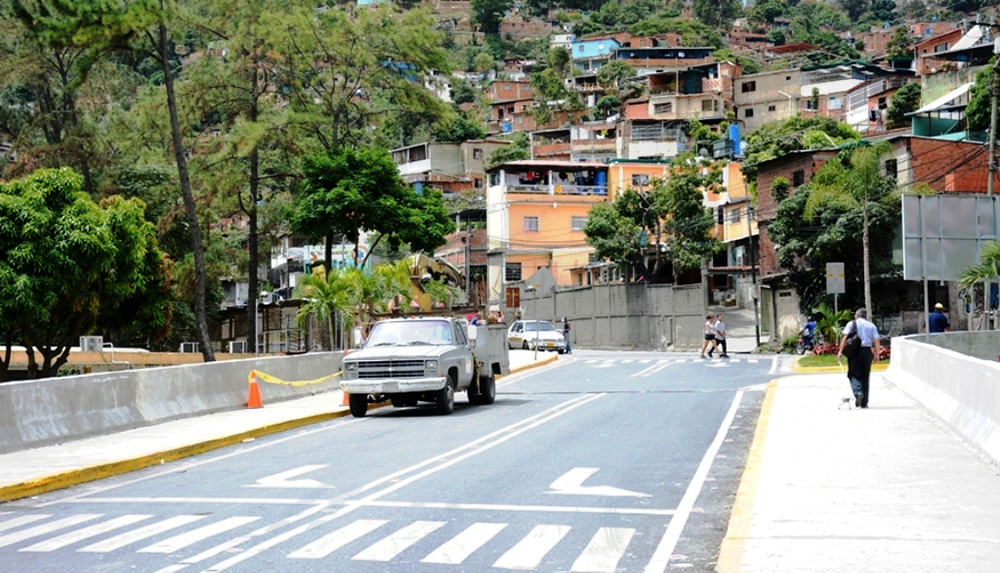
Puente La Sosa
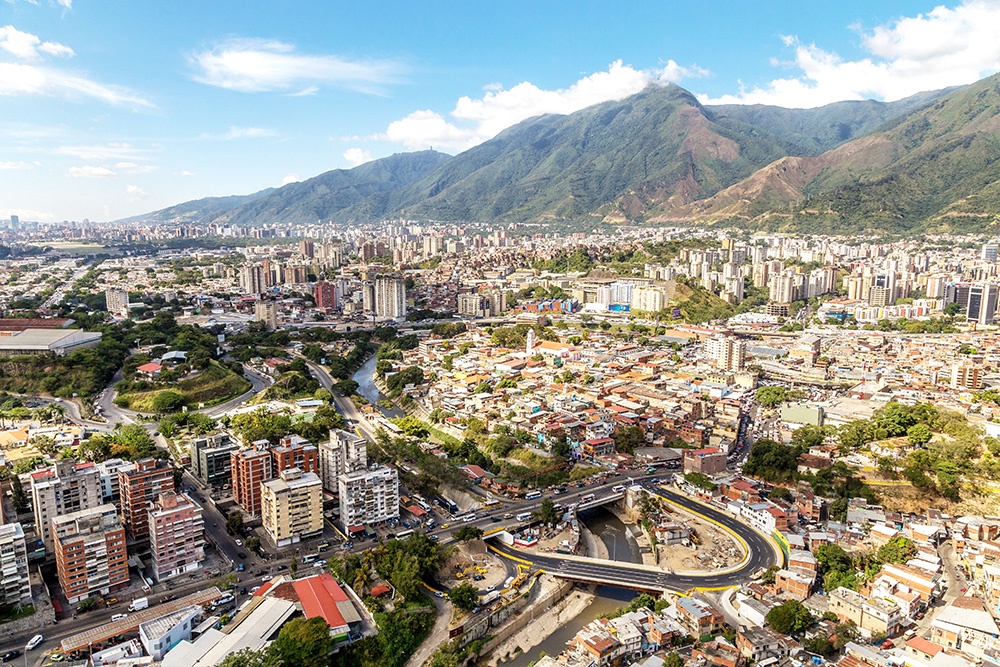
Distribuidor Baloa
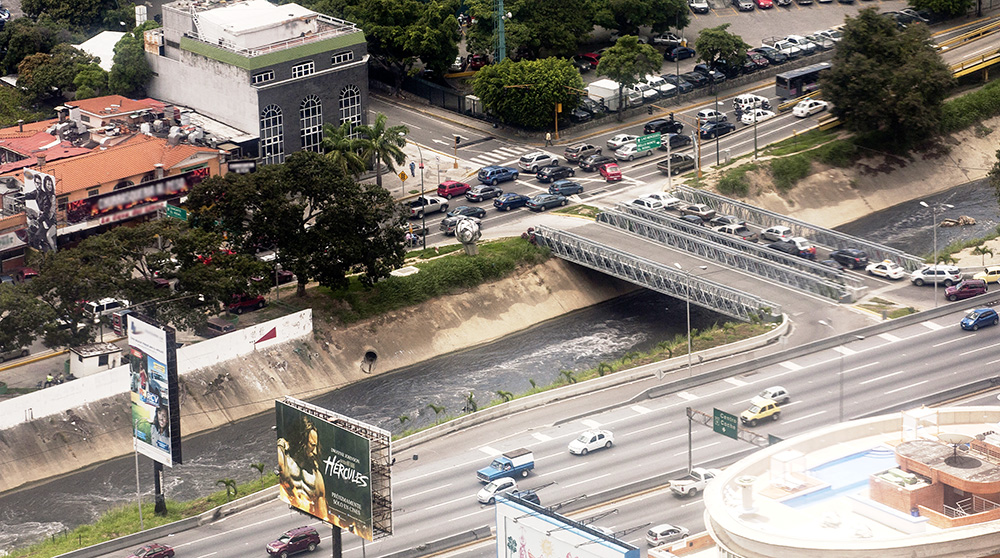
Puentes Gemelos las Mecedes
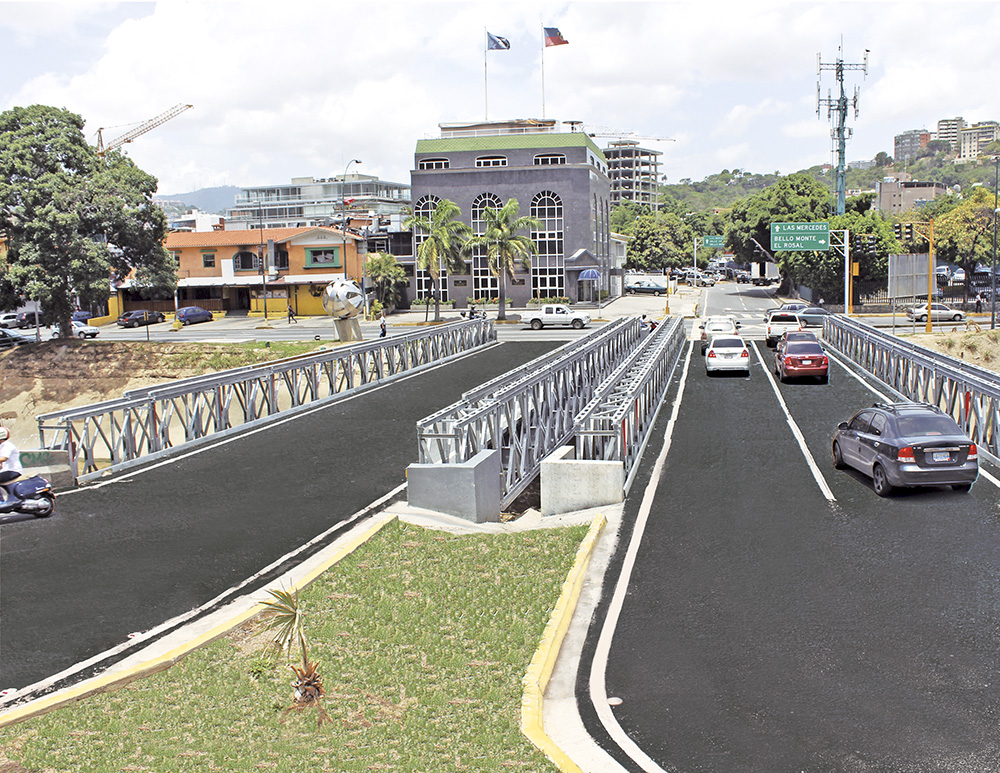
Puentes Gemelos las Mecedes
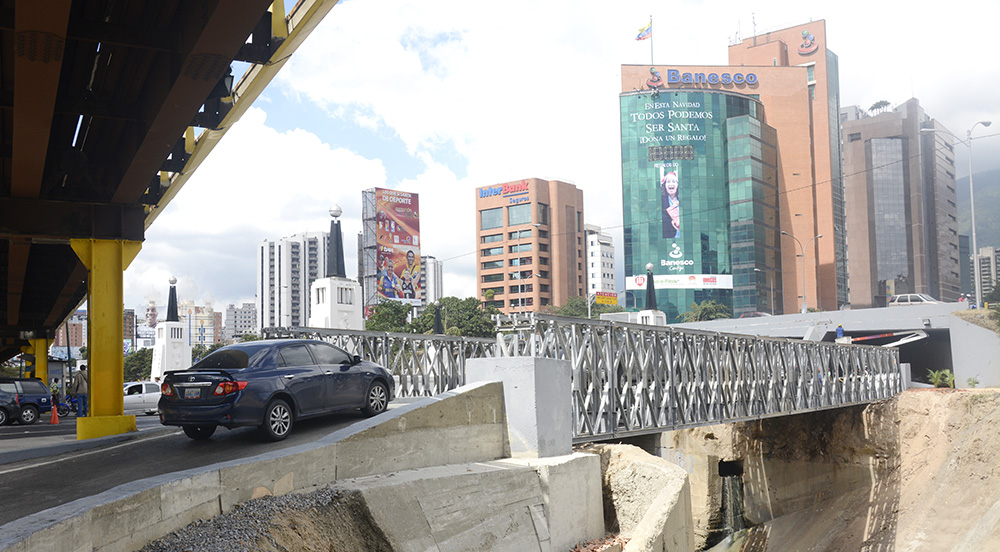
Puentes El Rosal
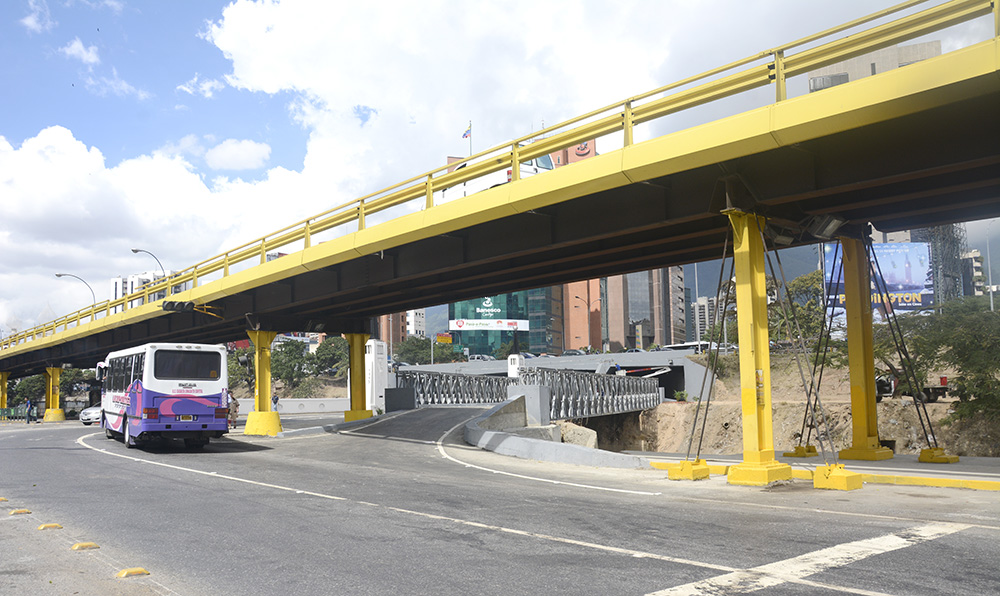
Puentes El Rosal
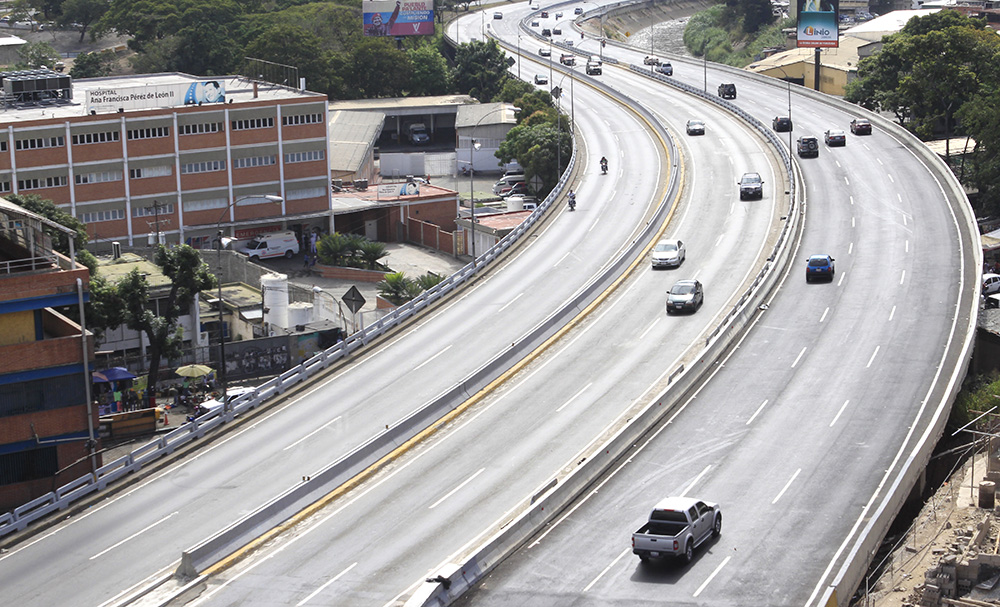
Puentes de Petare
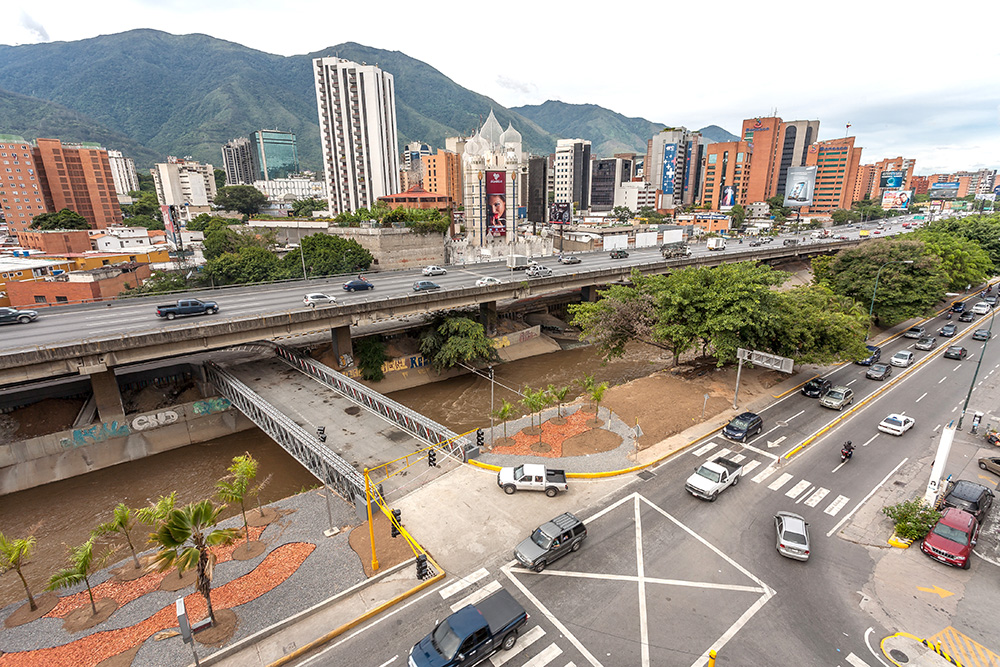
Puentes de Bello Monte
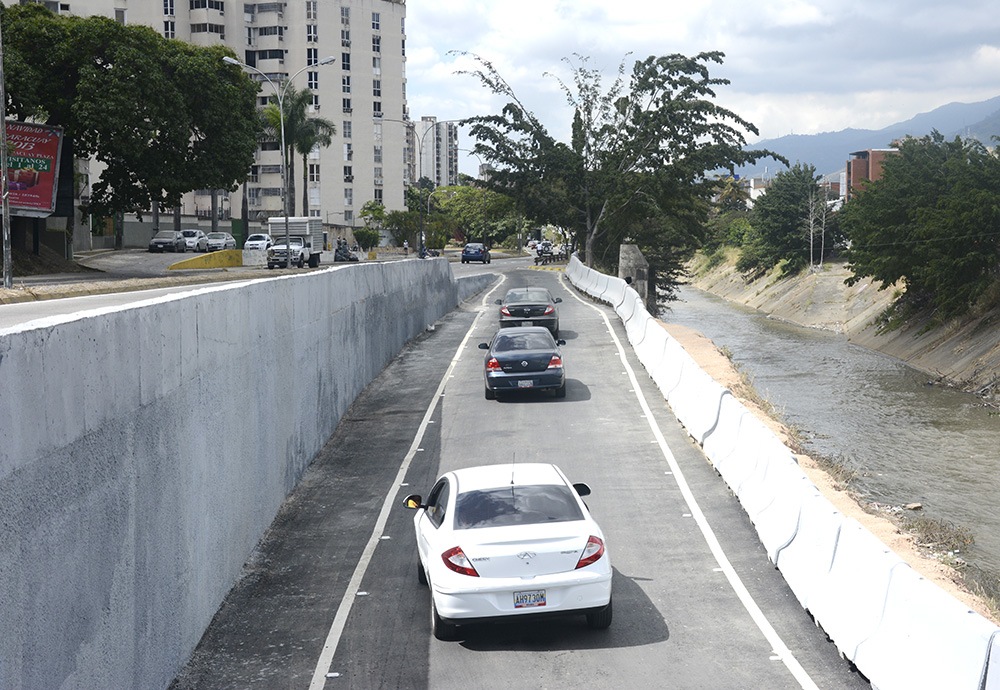
Puentes La California Sur
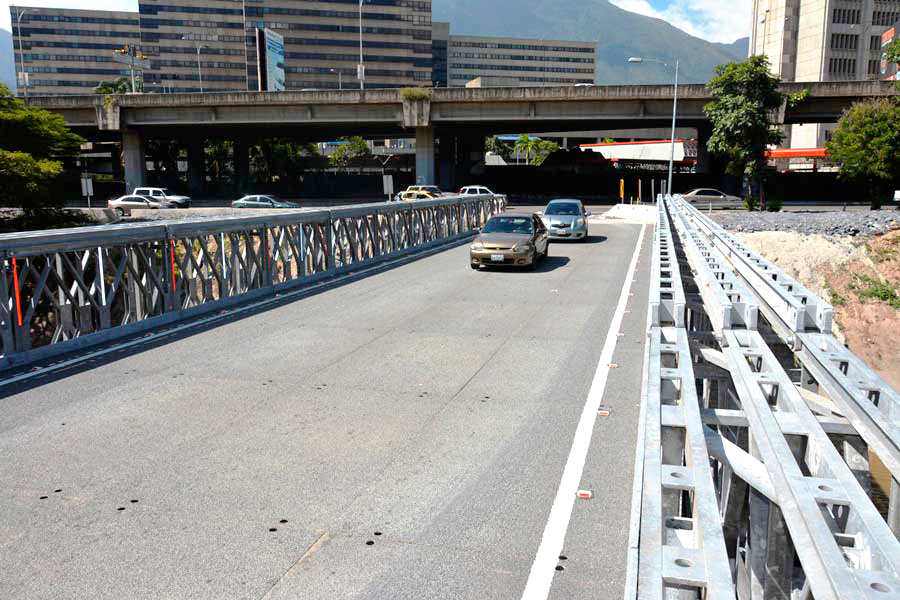
Puente Veracruz